# Khongor-Bie
Khongor-Bie (en rus: Хонгор-Бие) és un poble de la república de Sakhà, a Rússia, que el 2018 tenia 329 habitants, pertany al districte de Namtsi.